# Lillandet (söder om Hästö-Busö, Raseborg)
Lillandet är en ö i Finland. Den ligger i Finska viken och i kommunen Raseborg i den ekonomiska regionen  Raseborg i landskapet Nyland, i den södra delen av landet. Ön ligger omkring 97 kilometer sydväst om Helsingfors.
Öns area är 1,3 hektar och dess största längd är 280 meter i nord-sydlig riktning. Ön höjer sig omkring 5 meter över havsytan.